# Ofuku
Ofuku (jap. おふく) – fryzura noszona przez maiko (kandydatkę na gejszę) w dwóch ostatnich latach okresu kandydowania. Podobna do stylu wareshinobu. Nazywana także momoware (przedzielona brzoskwinia) z powodu koka przedzielonego pasmem płótna (czerwonego, różowego lub niebieskiego). 

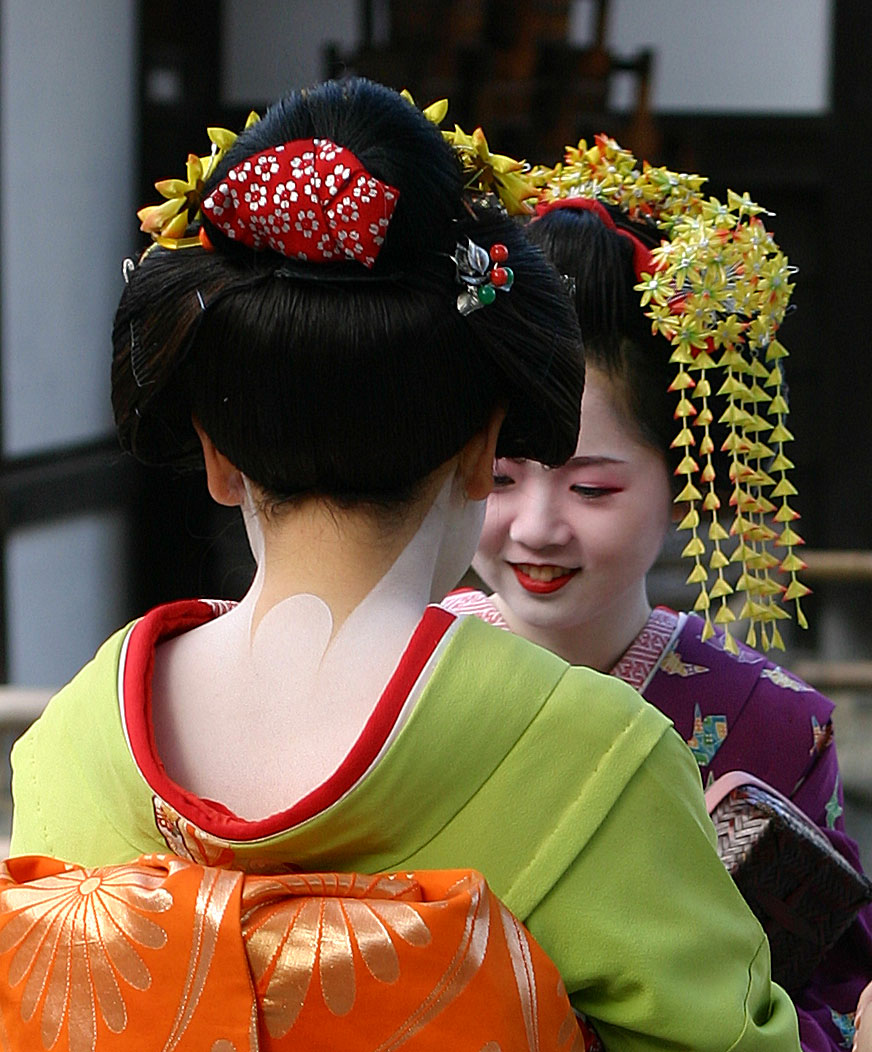
Fryzura ofuku widziana z tyłu

W czasie Gion Matsuri ofuku zmienia się na fryzurę o nazwie katsuyama.
Na czas obchodów Nowego Roku oraz hassaku starsze maiko noszą fryzurę yakko-shimada.